# Callisia micrantha
Callisia micrantha là một loài thực vật có hoa trong họ Commelinaceae. Loài này được (Torr.) D.R.Hunt mô tả khoa học đầu tiên năm 1983.